# Charleston (Illinois)
Charleston je grad u američkoj saveznoj državi Ilinois. Prema popisu stanovništva iz 2010. u njemu je živjelo 21.838 stanovnika.